# Perizoma hebudium
Perizoma hebudium är en fjärilsart som beskrevs av Bevan S. Weir 1881. Perizoma hebudium ingår i släktet Perizoma och familjen mätare. Inga underarter finns listade i Catalogue of Life.